# Bill Champlin
William Bradford "Bill" Champlin, född 21 maj 1947 i Oakland, Kalifornien, är en amerikansk sångare, gitarrist, keyboardspelare, låtskrivare, arrangör och musikproducent. Han är känd för karriärer i rockbanden Chicago och Sons of Champlin och som soloartist.
2018 bildade Bill Champlin bandet Bill Champlin and WunderGround med medlemmarna Gary Falcone; sång, Tamara Champlin; basgitarr, Bill Bodine och Burleigh Drummond; trummor och Mary Harris; sång och keyboard.

## Diskografi, solo
Studioalbum
- 1978 – Single
- 1980 – Runaway
- 1990 – No Wasted Moments
- 1992 – Burn Down the Night
- 1994 – Through It All
- 1995 – He Started to Sing
- 2008 – No Place Left to Fall
- 2018 – Bleeding Secrets
- 2020 – Champlin, Williams, Friestedt II
- 2021 – Livin' for Love

Studioalbum med Bill Champlin and WunderGround
- 2018 – Bleeding Secrets

Livealbum
- 1996 – Mayday
- 2012 – Santa Fe & The Fat City Horns: Live with the Champlins

Singlar
- 1978 – "What Good is Love"
- 1981 – "Satisfaction"
- 1981 – "Tonight, Tonight"
- 1981 – "Sara"
- 1990 – "The City"
- 1991 – "Memories of Her"
- 1996 – "Southern Serenade"